# Gillette (Wyoming)
Gillette és una població dels Estats Units a l'estat de Wyoming. Segons el cens del 2000 tenia 19.646 habitants.

## Demografia
Segons el cens del 2000, Gillette tenia 19.646 habitants, 7.390 habitatges, i 5.113 famílies. La densitat de població era de 567,3 habitants/km².
Dels 7.390 habitatges en un 41,2% hi vivien nens de menys de 18 anys, en un 53,4% hi vivien parelles casades, en un 10,8% dones solteres, i en un 30,8% no eren unitats familiars. En el 24% dels habitatges hi vivien persones soles el 4,9% de les quals corresponia a persones de 65 anys o més que vivien soles. El nombre mitjà de persones vivint en cada habitatge era de 2,62 i el nombre mitjà de persones que vivien en cada família era de 3,12.
Per edats la població es repartia de la següent manera: un 30,2% tenia menys de 18 anys, un 10,7% entre 18 i 24, un 31,7% entre 25 i 44, un 21,4% de 45 a 60 i un 6,1% 65 anys o més.
L'edat mediana era de 32 anys. Per cada 100 dones de 18 o més anys hi havia 101,6 homes.
La renda mediana per habitatge era de 46.521 $ i la renda mediana per família de 52.383 $. Els homes tenien una renda mediana de 41.131 $ mentre que les dones 22.717 $. La renda per capita de la població era de 19.749 $. Entorn del 5,7% de les famílies i el 7,9% de la població estaven per davall del llindar de pobresa.

## Poblacions més properes
El següent diagrama mostra les poblacions més properes.